# 沢田豊 (実業家)
沢田 豊（さわだ ゆたか、1888年10月11日 - 1987年3月9日）は、日本の経営者。福井県出身。

## 経歴
1913年に神戸高等商業学校を卒業。岩井商店での勤務を経て、1942年に関西ペイント取締役に就任し、常務を経て、1948年9月から1955年4月までに社長を務めた。
1987年3月9日、急性肺炎のために死去。98歳没。